# 마문장경호
마문장경호(馬文長頸壺)는 부산광역시 서구 동아대학교박물관에 있는 삼국시대의 말 그림이 새겨져 있는 이 굽항아리이다. 2010년 9월 20일 부산광역시의 문화재자료 제55호로 지정되었다.

## 개요
말 그림이 새겨져 있는 이 굽항아리는 구형 동체에 7개의 장방형 투창(透窓)이 등간격으로 배치되어 있는 대각과 돌대에 의해 3단으 로 구획된 구경으로 이루어졌다. 토기 표면 색상은 회청색이고, 동 체의 어깨 부분에 모두 5마리의 말그림(馬文)이 그려져 있다.
동체 어깨 부분의 말 그림은 머리가 오른쪽으로 향한 5마리를 등 간격으로 표현 했는데, 두 마리는 몸통에 종으로 선을 그어 표현하였고, 나머지 3마리는 외곽 윤곽만 표현하였다. 말 그림은 소략하 나 움직임을 표현하였으며, 말의 다리는 4개가 아닌 2개로 표현하였다. 전체적인 형태와 문양 내용 등으로 볼 때 5세기 후반의 신라 토기로 추정된다.
이 토기는 신라시대 회화의 일면을 볼 수 있는 다섯 마리의 말 그 림이 그려져 있는 굽항아리로 이와 같은 말 그림이 그려져 있는 토 기의 출토 사례가 매우 드물고, 아가리 부분의 일부 수리된 점을 제외하면 전체적으로 보존 상태가 매우 좋은 신라토기로서 신라토 기 연구와 신라시대 회화 연구에 중요한 자료이다.

## 참고 문헌
- 마문장경호 - 국가유산청 국가유산포털